# George Gissing
George Robert Gissing (22. listopadu 1857 Wakefield – 28. prosince 1903 Ispoure) byl anglický spisovatel, který v letech 1880 až 1903 vydal 23 románů. Gissingova nejznámější díla jsou The Nether World (1889), New Grub Street (1891) a The Odd Women (1893). Z vysokoškolského studia na Manchesterské univerzitě byl vyloučen kvůli krádežím. Kvůli nim též strávil měsíc na nucených pracích. Poté se věnoval literatuře, ale nebyl příliš úspěšný. Podle vlastních slov prožil život v chudobě, ale podle řady odborníků šlo spíše o jeho sebestylizaci, ve skutečnosti se dokázal uživit učitelstvím, jímž ale pohrdal. V 90. letech 19. století byl již považován za jednoho ze tří největších romanopisců v Anglii a jeho knihy měly slušné prodeje.[zdroj?] Po mladickém koketování se socialismem se stal vášnivým konzervativcem a po své smrti se také stal objevem a předmětem obdivu zejména konzervativců (Chesterton, Orwell aj.). Zemřel na nachlazení ve věku 46 let po neuvážené zimní procházce během svého pobytu ve Francii.